# Sigharting
Sigharting – gmina w Austrii, w kraju związkowym Górna Austria, w powiecie Schärding. Liczy 796 mieszkańców.